# Eosentomon vermiforme
Eosentomon vermiforme är en urinsektsart som beskrevs av Ewing 1921. Eosentomon vermiforme ingår i släktet Eosentomon och familjen trakétrevfotingar. Inga underarter finns listade i Catalogue of Life.